# Húngaro antiguo
El húngaro antiguo es la primera etapa documentada de húngaro. Hacia el el siglo X, los magiares habían establecido un principado en lo que hoy es Hungría y sus alrededores. En el año 1000, Vajk —posteriormente Esteban I de Hungría— recibió su corona del Papa, y así comenzó la historia del cristiano Reino de Hungría.
En la década de 1490, unos 3.2 millones de personas hablaban húngaro; una cifra considerable para la época. Los primeros ejemplos de uso oficial y legal se remontan a estos años. Se conocen algunas cartas personales y testamentos. Sin embargo, el Imperio otomano ejercía presión sobre las naciones vecinas, incluida Hungría —que en ese momento era inestable debido a disputas internas de poder—. Esto llevó a la derrota húngara (bajo el mando de Luis II de Hungría) en la batalla de Mohács (1526). En 1541, los otomanos finalmente capturaron también la capital, Buda. El país quedó dividido en tres partes: las regiones del sur cayeron bajo dominio otomano; las partes occidentales permanecieron oficialmente como el "Reino de Hungría", con reyes Habsburgo; y la zona oriental, principalmente Transilvania y el Partium, se independizó. Los lingüistas históricos sitúan el fin del período del húngaro antiguo en 1526, por ser una fecha crucial en la historia húngara.

### Registros literarios
El latín se estableció como oficial en el país —especialmente entre los siglos XI y XV, siendo la lengua de la literatura y la religión—. No obstante, el húngaro se usaba en ciertos casos; a veces se insertaba en documentos latinos para evitar disputas posteriores sobre derechos de propiedad.
Sin embargo, el primer documento oficial de Hungría no está en latín, sino en griego medieval: se trata de la "Carta de las monjas de Veszprémvölgy", fechada en 997. El texto incluye algunos topónimos húngaros (y también eslavos), como saɣarbrien (compuesto de saɣar 'pozo' + un obsoleto préstamo túrquico, brien 'coalición' —hoy Szárberény); saːmtaɣ 'arado'; meleɡdi (de meleg 'cálido' + sufijo diminutivo -di).

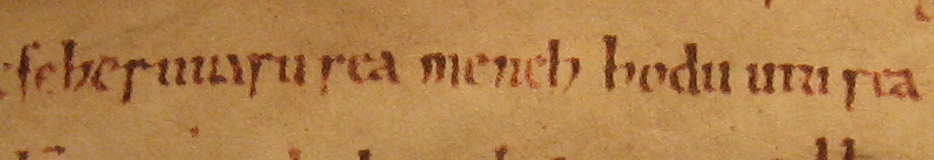
Palabras húngaras en el acta fundacional de la Abadía Benedictina de Tihany, 1055

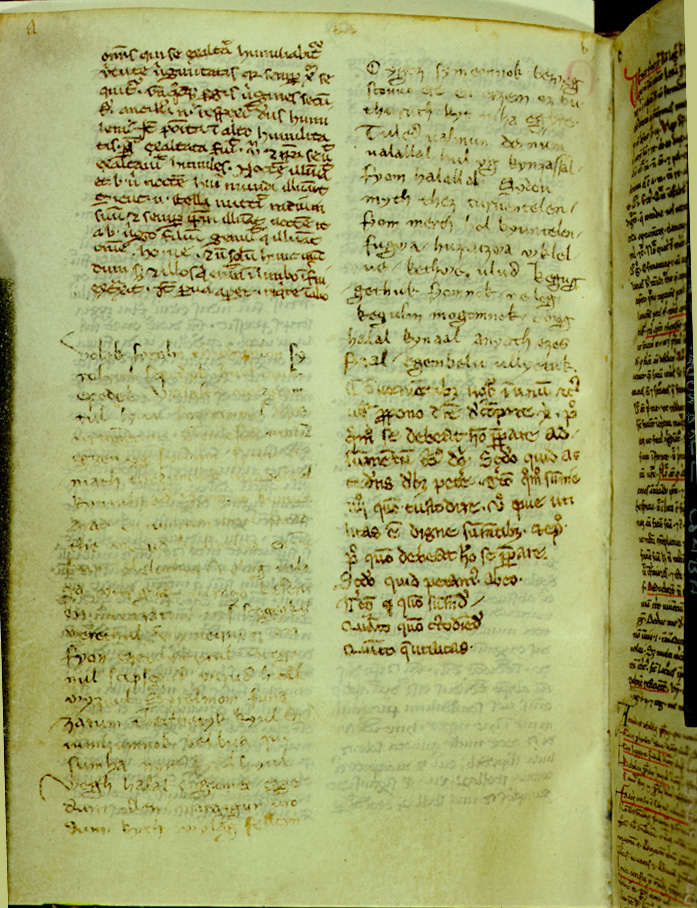
El poema en húngaro antiguo "Lamentaciones de María"

El siguiente documento más importante es el "Acta de fundación de la abadía de Tihany", fechado en 1055. En el texto latino aparecen 3 frases en húngaro, con 58 palabras y 33 sufijos. La frase más larga, en ortografía original, es feheruuaru rea meneh hodu utu rea (pronunciación reconstruida:[cita requerida] /fɛhɛːrvaːru reaː mɛnɛɣ hɔdu utu reaː/; húngaro moderno: "Fehérvárra menő hadi útra" —la posposición "rea", que significa "sobre", se convirtió en el sufijo "-ra/-re"— español: 'hacia el camino militar que lleva a Fehérvár'). Hoy, el pergamino se conserva en la abadía de Pannonhalma.
Omitiendo otros vestigios intermedios, el siguiente texto relevante es el "Sermón y oración fúnebre" de 1192. Es el primer texto íntegramente en húngaro. El documento se encuentra en la página 154 del Códice Pray (Pray aquí no es una palabra inglesa, sino un nombre).
| Húngaro | Español |
| --- | --- |
| Latiatuc feleym zumtuchel mic vogmuc. yſa pur eſ chomuv uogmuc. Menyi miloſtben terumteve eleve miv iſemucut adamut. eſ odutta vola neki paradiſumut hazoa. Eſ mend paradiſumben uolov gimilcictul munda neki elnie. Heon tilutoa wt ig fa gimilce tvl. Ge mundoa neki meret nu eneyc. yſa ki nopun emdul oz gimilſtwl. halalnec halalaal holz. Hadlaua choltat terumteve iſtentul. ge feledeve. Engede urdung intetvinec. eſ evec oz tiluvt gimilſtwl. es oz gimilſben halalut evec. Eſ oz gimilſnek vvl keſeruv uola vize. hug turchucat mige zocoztia vola. Num heon muga nec. ge mend w foianec halalut evec. Horogu vec iſten. eſ veteve wt ez munkaſ vilagbele. eſ levn halalnec eſ poculnec feze. eſ mend w nemenec. Kic ozvc. miv vogmuc. | Ved, hermanos míos, con vuestros ojos, ¡lo que somos! Mirad, somos polvo y ceniza. Por Su gracia divina, el Señor Dios creó primero a nuestro antepasado, Adán, y le dio el Paraíso del Edén por hogar. Y de todos los frutos del Paraíso, le mandó vivir, prohibiéndole solo el fruto de un árbol, mas diciéndole por qué no debía comer de él: "He aquí, el día que comas de este fruto, morirás la muerte de las muertes". Adán había oído de su muerte por su Creador-Dios, mas lo olvidó. Cedió al engaño del Diablo, y comió del fruto prohibido, y en ese fruto participó de la muerte. Y tan amargo era el jugo de ese fruto, que (¿casi?) les reventó las gargantas. No solo para sí, sino para toda su descendencia comió la muerte. Airado, Dios lo arrojó a este mundo de trabajo, y se convirtió en nido de muerte y condenación, para toda su estirpe. ¿Quiénes serán esos? Nosotros lo somos. |

La literatura en húngaro se cuenta desde este escrito anterior. El primer poema húngaro conocido se titula 'Lamentaciones de María' —su tema es la historia de la crucifixión de Jesús, desde el punto de vista de María. Data aproximadamente del año 1300, pero posiblemente no sea la primera versión. Su texto es claro, fácil de entender y lógico, libre de latinismos. El primer verso:
| Húngaro                                                        | Pronunciación                                             | Español                                                                                    |
| -------------------------------------------------------------- | --------------------------------------------------------- | ------------------------------------------------------------------------------------------ |
| Volek ſyrolm thudothlon ſy rolmol ſepedyk. buol oʒuk epedek ·· | vɔlɛːk ʃirɔlm tudɔtlɔn ʃirɔlmol ʃɛpɛdik buol ɔsuk, ɛpedɛk | Yo era ignorante del lamento; ahora sufro por el lamento, me aflijo, languidezco de dolor. |

El siguiente vestigio importante —con una historia triste— es el "Fragmento de Königsberg", datado aproximadamente en la década de 1350. Son los restos del primer libro húngaro conocido y explícitamente probado. El códice llegó a Wrocław, Polonia, a finales del siglo; allí, como el encuadernador polaco no lo entendía, fue cortado y usado para encuadernar un libro latino. Otro libro relevante de la época es el Códice Jókay; una copia del siglo XV de un original de 1372. El códice trata sobre la vida de Francisco de Asís.

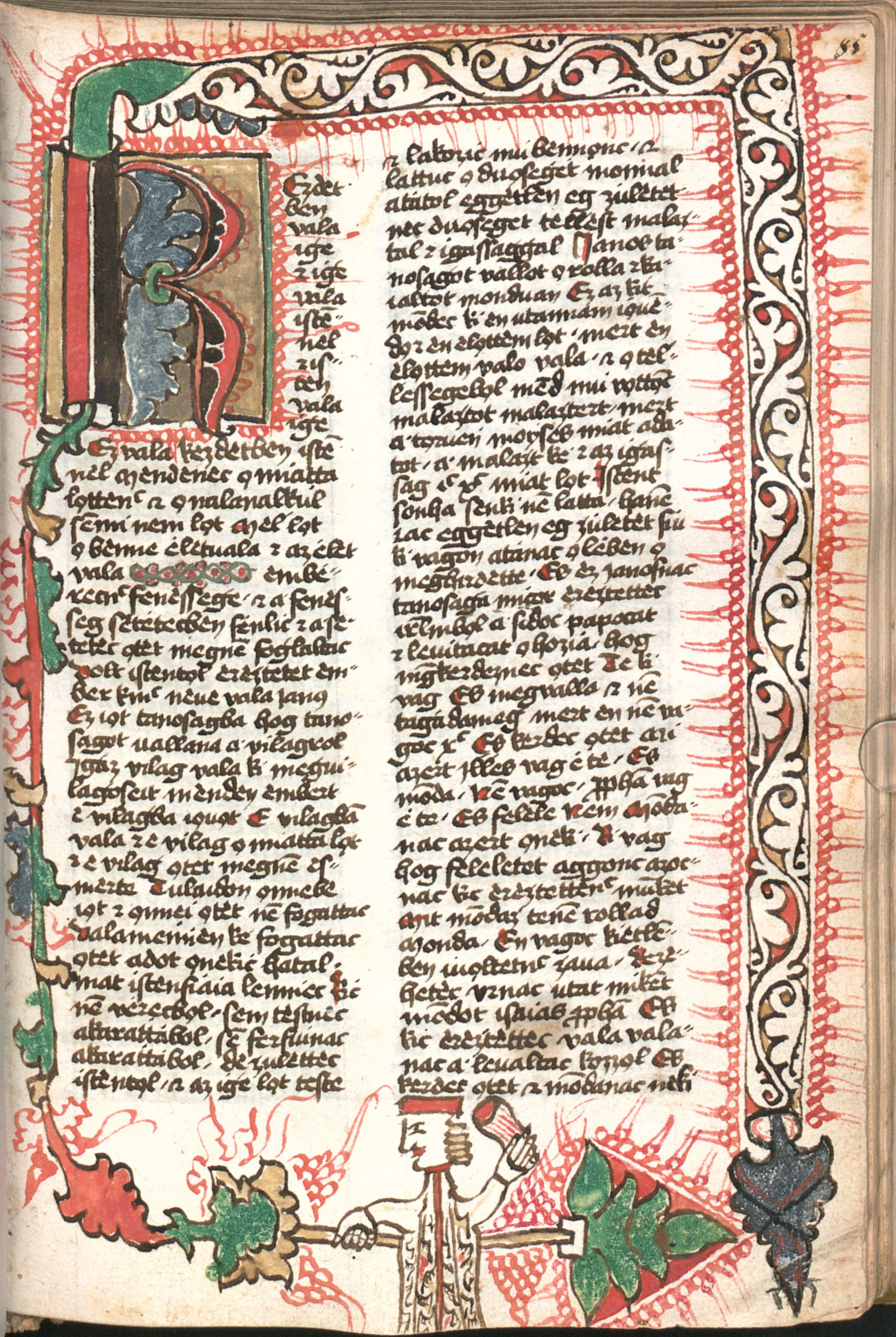
Una copia de la Biblia husita, en el Códice de Múnich, fechada en 1466

A principios del siglo XV, se compusieron algunos diccionarios latín-húngaro no exhaustivos, o más bien listas de palabras. También se conocen algunos textos breves. No obstante, la obra más importante es la primera traducción de la Biblia: la Biblia husita, fechada en 1416. La Biblia fue traducida por los sacerdotes Tamás Pécsi y Bálint Ujlaki. Estos fueron influenciados por las ideas de Jan Hus durante sus años universitarios (1399–1411) en Praga. La Inquisición persiguió el husitismo, y la traducción fue confiscada a los traductores; a pesar de ello, se volvió tan popular que sobreviven varias copias auténticas del original.
Se escribieron cada vez más libros en húngaro, la mayoría religiosos. Además de las "Lamentaciones de María", otro poema importante del húngaro antiguo es Szabács viadala ("Triunfo de Šabac"). Supuestamente, fue escrito el año de la batalla (1476), donde las tropas húngaras lideradas por el rey Matías Corvino obtuvieron una gloriosa victoria sobre el ejército otomano —su tema es secular. Posiblemente es un fragmento de un poema más largo. Un extracto:
| Húngaro | Pronunciación | Español |
| --- | --- | --- |
| De aʒ fellywl mōdot pal keneʒÿ Aroknak melyſeget ygen neʒÿ kÿ Sabach erws voltat elmelle Honneg mÿnemw algÿw kel melle | dɛ ɑz feʎːøːl mondot paːl keneʒi aːroknɑk meːʎʃeːɡeːt iɡen nezi ki ʃɑbatʃ erøːʃ voltaːt ɛlmeːlːeː honːeːɡ minemøː aːlɟuː kel mɛlːeː | Mas, Pál Kinizsi habló sobre el asunto, quien contemplaba la profundidad del terraplén; quien conocía el poder de Šabac: qué tipo de cañones debían traerse de dónde. |

También se conocen algunas inscripciones en escritura húngara antigua, como el "Alfabeto de Nikolsburg" (1483) y varias inscripciones descifradas y no descifradas.

### Cambios lingüísticos

#### Vocabulario
En este período, el húngaro desarrolló varias palabras nuevas. Una forma en que esto ocurrió fue a través de préstamos de idiomas cuyos hablantes transmitieron los nuevos conceptos. Por otro lado, también hubo formación interna de palabras, donde los términos para nuevos conceptos se derivaron de palabras anteriores.
En comparación con el húngaro moderno, el húngaro antiguo era rico en sufijos derivativos. La mayoría de estos sufijos también provienen de otros sufijos, por lo que pueden agruparse en "arbustos de sufijos". Había numerosos sufijos diminutivos, hoy improductivos en el húngaro, como -d ("holmod", de "holom" —"colina diminuta"); -t (dejó su rastro en algunos topónimos); -n, -ny, -m (como en kicsiny, de kicsi —muy pequeño).
La formación de compuestos también fue una forma de acuñar nuevos términos.
Sin embargo, también hay varios préstamos que datan del período 896–1526. Los préstamos provienen principalmente de lenguas eslavas (por ejemplo, kiraːʎ 'rey'), alemán (p. ej., hɛrtsɛɡ 'príncipe') y latín (p. ej., tɛmplom 'iglesia'). Como muestran los ejemplos anteriores, estas palabras están principalmente asociadas con el cristianismo y la política. Otros préstamos son nombres de animales que vivían fuera de Hungría, términos tecnológicos, etc.

#### Gramática
Verbos
Al igual que el español, el húngaro moderno tiene dos tiempos verbales: pasado y no pasado. La futuridad se expresa con el verbo auxiliar fog. Sin embargo, el húngaro antiguo tenía seis tiempos verbales: Pasado Narrativo (latín: praeteritum), Pasado Finito, Pasado Complejo, Presente, Futuro Simple y Futuro Complejo.
El Pasado Narrativo se marcaba con los sufijos -é, -á en verbos transitivos y -e, -a en intransitivos. Este tiempo se usaba originalmente para describir una serie de eventos pasados. El verbo várni 'esperar' conjugado en este tiempo:
| Pasado Narrativo – várni | Pasado Narrativo – várni | Pasado Narrativo – várni | Pasado Narrativo – várni |
| Número                   | Persona                  | Tipo                     | Tipo                     |
| Número                   | Persona                  | Transitivo               | Intransitivo             |
| ------------------------ | ------------------------ | ------------------------ | ------------------------ |
| Singular                 | 1ª (Yo)                  | várám                    | várék                    |
| Singular                 | 2ª (Tú)                  | várád                    | várál                    |
| Singular                 | 3ª (Él/Ella)             | várá                     | vára                     |
| Plural                   | 1ª (Nosotros)            | várók                    | váránk                   |
| Plural                   | 2ª (Vosotros)            | várátok                  | várátok                  |
| Plural                   | 3ª (Ellos/Ellas)         | várák                    | várának                  |

El Futuro Simple se expresaba con el sufijo -nd. El Futuro Complejo (el tiempo futuro actual del idioma) se conjuga así:
Infinitivo + verbo auxiliar 'fog'
menni fog—él/ella va a ir